# Qal'eh Raisi
Qal'eh Raīsī (farsi قلعه رئیسی) è una città della provincia di Kohgiluyeh, circoscrizione di Charussa, nella regione di Kohgiluyeh e Buyer Ahmad. Aveva, nel 2006, una popolazione di 2.604 abitanti.